# Drehrohrofen

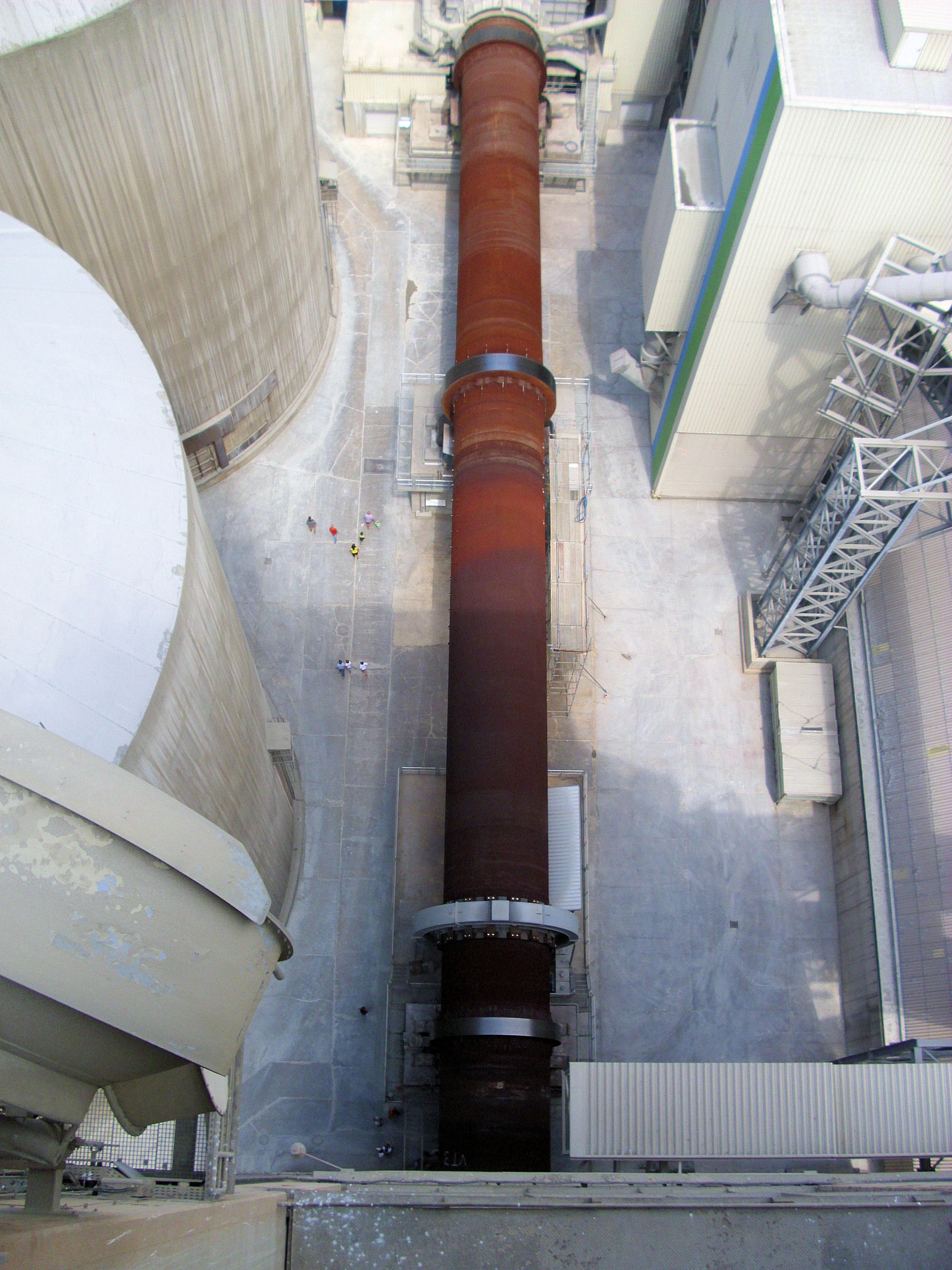
Drehrohrofen des Zementwerkes Rohrdorf

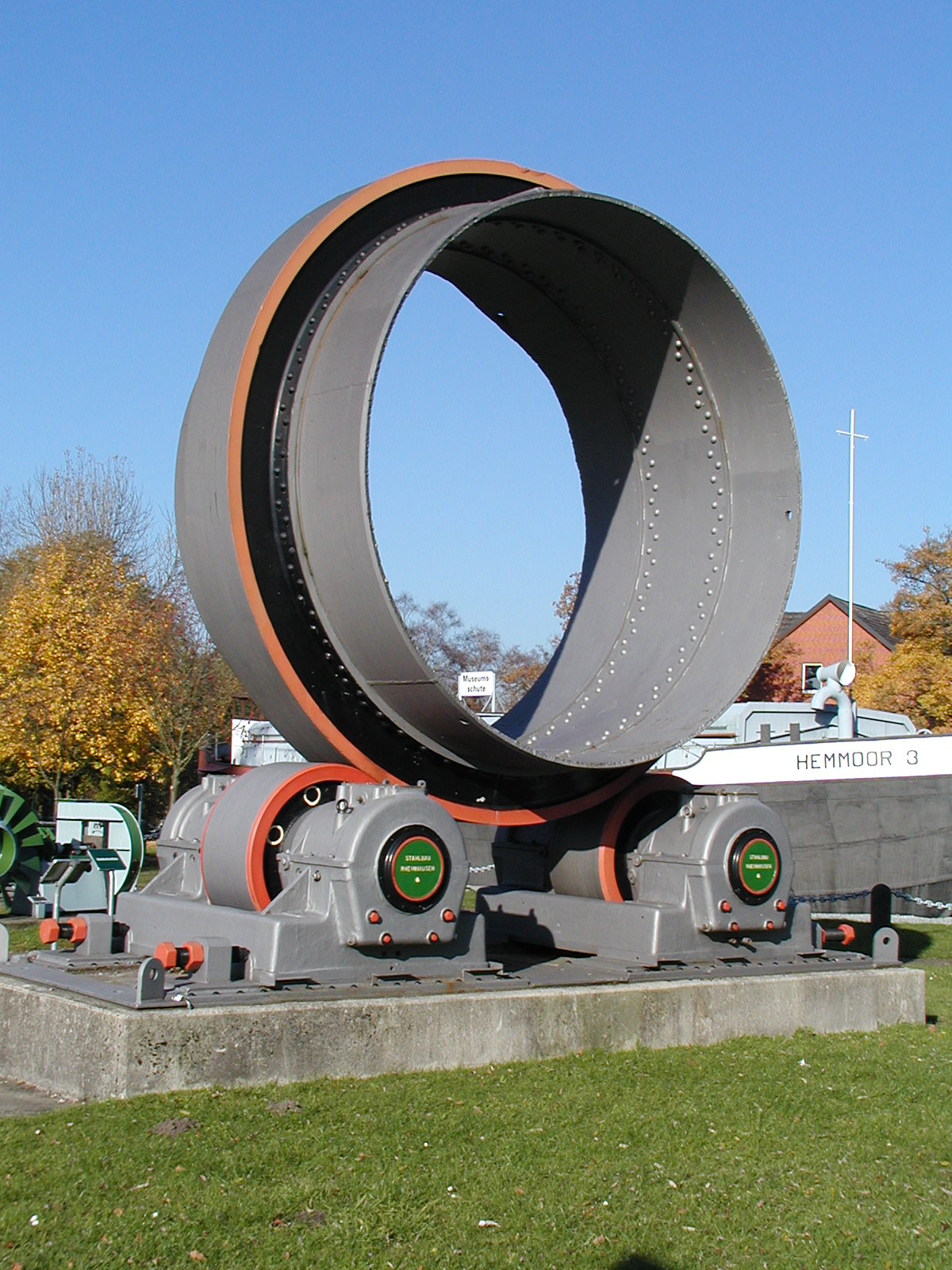
Querschnitt eines Drehrohrofens im Deutschen Zementmuseum Hemmoor

Ein Drehrohrofen (DRO) ist ein zylindrischer Ofen für kontinuierliche Prozesse in der Verfahrenstechnik, der sich im Normalbetrieb kontinuierlich um die eigene Achse dreht. Verbunden mit einer leichten Neigung der Rotationsachse sorgt die Drehbewegung für den Produkt- oder Brennstofftransport. Das am oberen Ende zugeführte Material bewegt sich allmählich nach unten und kann dabei gerüttelt und gemischt werden. Heiße Gase strömen entlang des Ofens, manchmal in der gleichen Richtung wie das Prozessmaterial (Gleichstrom), in der Regel jedoch in der entgegengesetzten Richtung (Gegenstrom). Die heißen Gase können in einem externen Ofen oder durch eine Flamme innerhalb des Ofens erzeugt werden.

## Bauarten
Drehrohröfen können sowohl direkt als auch indirekt beheizt werden. Bei der direkten Beheizung erfolgt die Wärmezufuhr von innerhalb des Ofens, beispielsweise durch einen Brenner. Das Produkt im Drehrohr ist dabei im direkten Kontakt mit dem entstehenden Rauchgas. Bei der indirekten Beheizung wird die Wärme von außerhalb in den Reaktionsraum übertragen. Dies kann beispielsweise auch über das Abgas aus dem Prozess erfolgen.

### Aufbau direkt beheizter Drehrohröfen

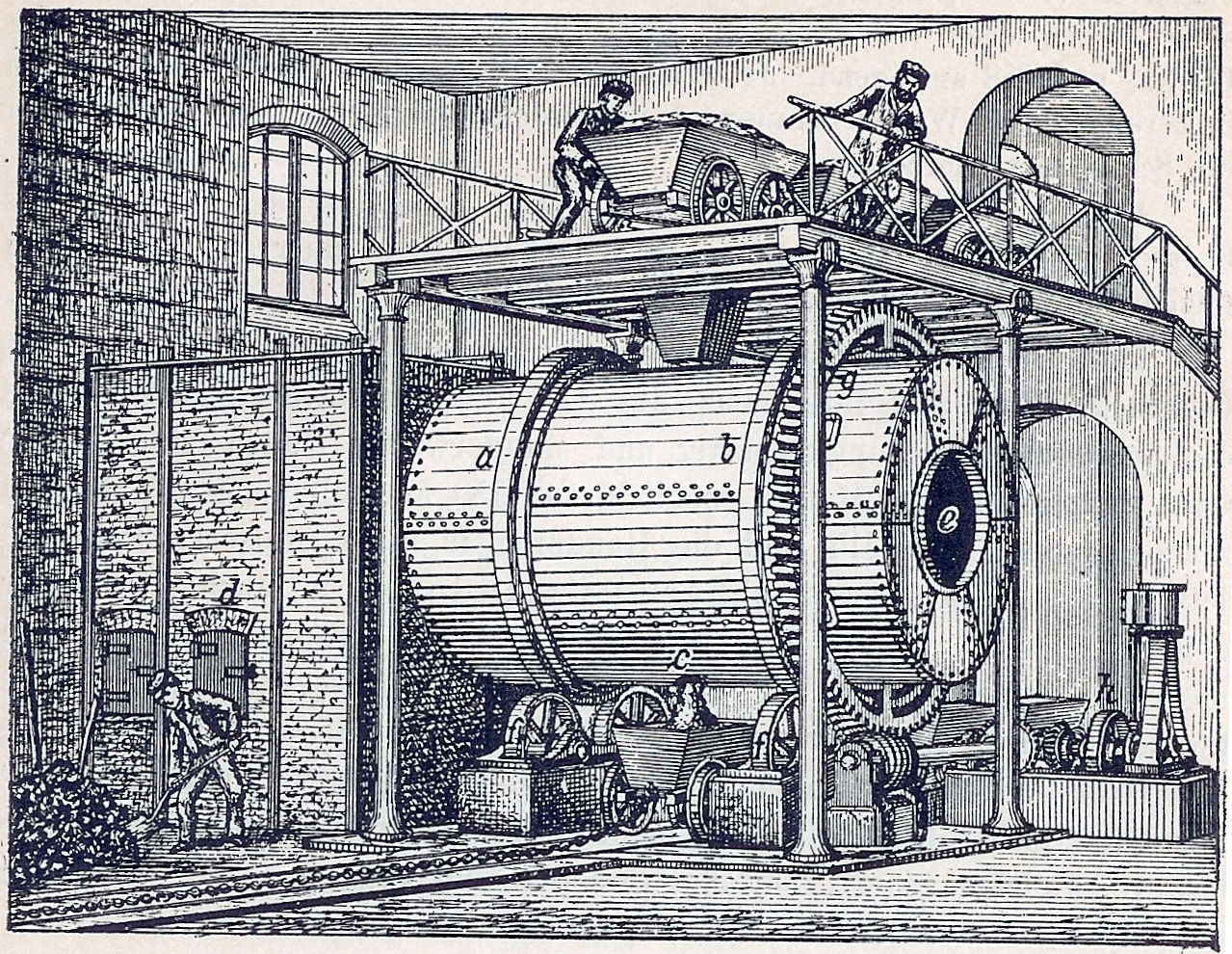
Ein früher Drehrohrofen (Zylinderofen) zur großtechnischen Durchführung des Leblanc-Verfahrens in der zweiten Hälfte des 19. Jahrhunderts

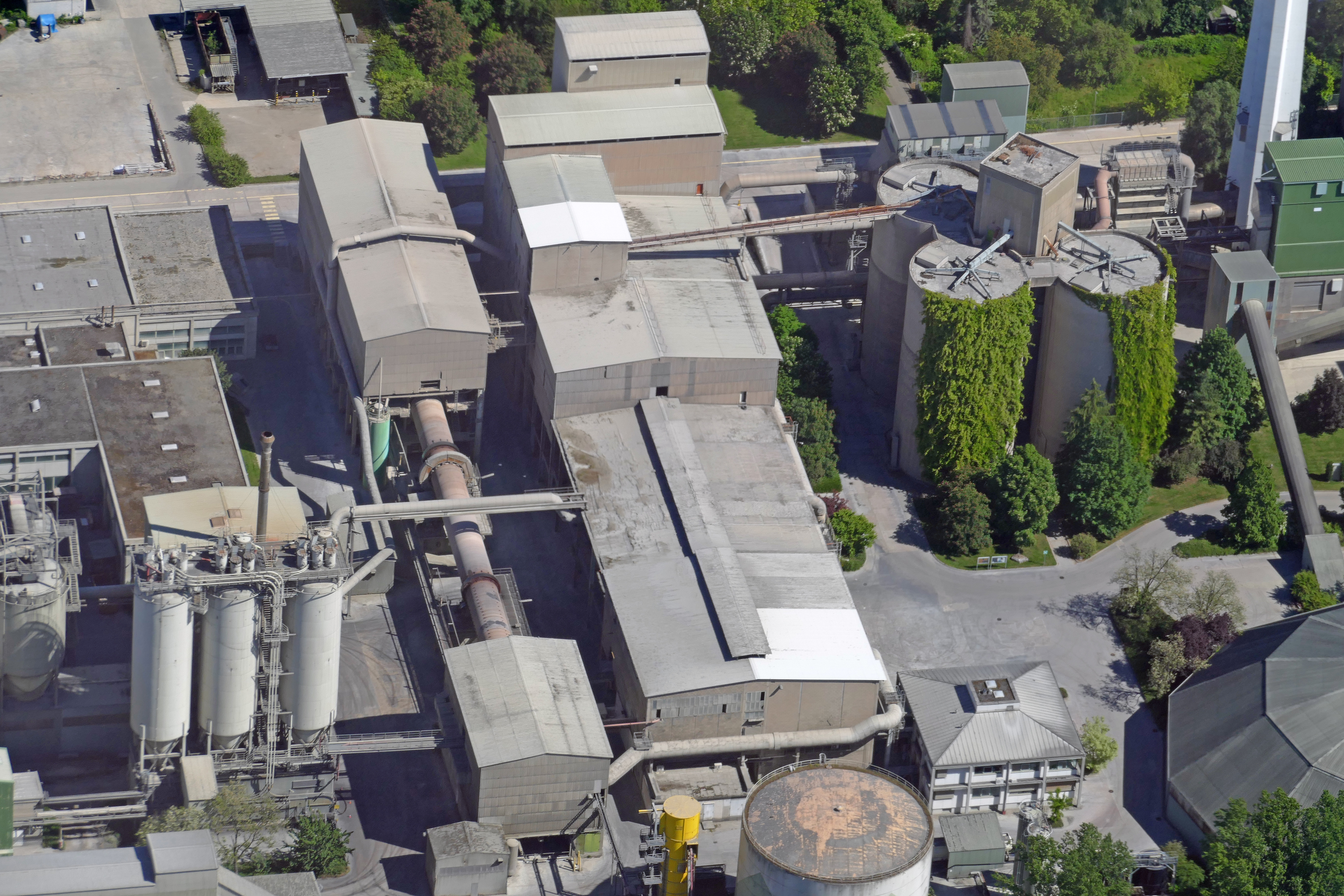
Luftaufnahme des Produktionsstandortes Leimen der HeidelbergCement AG; Detailansicht mit Drehrohrofen.

Ein direkt beheizter Drehrohrofen besteht in der Regel aus folgenden Bauteilen:
- ein Einlaufgehäuse zur Aufgabe bzw. zum Einfüllen der kontinuierlich zu behandelnden Materialien
- das Drehrohr
- ein Auslaufgehäuse oder Ofenkopf
- eine Brenner-Ausrüstung, welche am Ofenkopf sitzt.
- die Auskleidung aus feuerfesten Materialien
- die Lagerung auf zwei oder mehreren Stützen, Laufrollen und Achsen
- die Längs-Positionierungsregelung mit einer Axialrolle
- der Antrieb mittels Getriebe und Zahnkranz oder per Reibungsmitnahme auf angetriebenen Laufrollen
- die Dichtungen an Ofen-Einlauf und -Auslauf, um das rotierende Drehrohr gegen die feststehenden Ofenkopf-Teile abzudichten

Bei direkt beheizten Drehrohröfen wird zwischen Gleichstrom- und Gegenstromfeuerung unterschieden, in Abhängigkeit davon, ob sich Abgas und Brenngut in gleicher oder entgegengesetzter Richtung bewegen.

### Aufbau indirekt beheizter Drehrohröfen
Ein indirekt beheizter Drehrohrofen besteht in der Regel aus folgenden Bauteilen:
- ein Einlaufgehäuse, meist auch nur eine Eintragschnecke mit Schild
- das Drehrohr
- das Austraggehäuse
- die Dichtungssysteme, die die Produktraumatmosphäre gegenüber der Luft abdichten, häufig mit Einsatz von Sperrgas
- die Lagerung, traditionell mit Laufring und Laufrollen, modern mit Großkugellagern oder Gleitlagerung
- der Antrieb mittels Kompaktgetriebe und Zahnkranz
- die nach außen isolierte Heizmuffel, die die benötigte Wärmemenge bereitstellt, üblicherweise durch Rauchgas oder Heizstäbe

Weiterhin können in Drehrohröfen Einbauten vorhanden sein, die hauptsächlich den Feststofftransport beeinflussen. Hubschaufeln beispielsweise sorgen für ein Abrieseln des Einsatzmaterials durch die heiße Gasatmosphäre und verbessern so den Wärmeübergang. Stauringe am Austrag erhöhen den Füllungsgrad im Ofen. Ketteneinbauten sind besonders bei nassem Einsatzmaterial geeignet, Anbackungen zu vermeiden oder zu beseitigen. Gezielt eingebrachte geometrische Körper, wie beispielsweise Stahlkugeln, verbessern die Durchmischung und erhöhen den Wärmeübergang.

## Verfahrenstechnische Besonderheiten
Der Transport des Produkts innerhalb des Drehrohrofens erfolgt durch die Drehbewegung und die Neigung der Ofenachse.
Aufgrund von Länge und Innendurchmesser (jeweils mehrere Meter möglich) sind Drehrohröfen auch für die Behandlung von inhomogenen Materialien geeignet. Die Einsatzstoffe können sehr unterschiedliche Konsistenz und Stückigkeit besitzen. Beispielsweise können Feststoffe, Schlämme und Fässer eingebracht werden.
Ein Drehrohrofen ist ein hochwertiges Investitionsgut mit Kosten von meist mehreren Millionen Euro. In aller Regel werden Drehrohröfen kontinuierlich betrieben. Die zumeist 50-wöchige Betriebszeitspanne („Konti-Betrieb“) vom Anfeuern bis zum Abstellen des Ofens zu Wartungs- und Reparaturarbeiten wird Reisezeit bzw. Ofenreise genannt.
Wegen der zumeist schwierigen thermischen Verhältnisse und der gegenüber schnellen Temperaturschwankungen empfindlich reagierenden Ausmauerung darf der kontinuierliche Betrieb eines Drehrohrofens nicht plötzlich unterbrochen werden. Für den Fall eines Stromausfalles oder eines Schadens am Antrieb müssen Notfall-Einrichtungen bestehen (Hilfsantrieb oder Notlaufeinrichtung), die ein Weiterdrehen des Ofens bis zu seiner Entleerung oder der Absenkung der Temperatur in einen sicheren Bereich ermöglichen. Drehrohröfen, die in voller Beladung mit heißen Materialien plötzlich stehenbleiben, können sich durch die einseitige Hitze- und Gewichtseinwirkung des stehengebliebenen Gutes durchbiegen oder die Ausmauerung kann beschädigt werden, was bis zur Zerstörung des Ofens führen kann.
In der Zementindustrie wird in einigen Anlagen zur Flammenkühlung und damit zur Minderung der Stickoxid-Emissionen den Drehrohröfen Abwasser zugeführt.

## Anwendungsfälle von Drehrohröfen

### Direkt beheizte DRO
- Zementherstellung[5][6]
- Kalkbrennen[7]
- Müllverbrennung (insbesondere Krankenhaus-[8] und Sonderabfälle[9])
- Schmelzen von keramischen Gläsern / Fritten[10]
- Trocknung von Mineralgestein in Asphaltmischanlagen oder in Betonmischanlagen
- Erschmelzung von Metallen (beispielsweise zur Reduktion von Nickelerz)
- Pigmentherstellung
- Reaktivierung von Aktivkohle zur Wiederherstellung der Adsorptionskapazität[11][12]
- Wälzverfahren zur Aufarbeitung von Stahlwerksflugstäuben und anderen Zinkträgern
- Eisenerzreduktion[13]
- Wärmebehandlung von Eisenwerkstoffen[14]
- Herstellung von Sintermagnesia
- Herstellung von Wasserglas[10]

### Indirekt beheizte DRO
- Müllpyrolyse (MPA Burgau, Contherm Hamm-Uentrop)[1]
- thermische Bodenbehandlung (beispielsweise von ölkontaminierten Böden, Dioxine, Furane)[15]
- Altreifenpyrolyse (CBp Zypern)
- Entsorgung von Problembiomassen
- Pigmentherstellung
- Flusssäureproduktion
- Tonerdekalzinierung
- Aktivkohleherstellung[16]
- Trocknen von Kupferspänen zur Entfernung des Kühlschmiermittels[17]